# Lempira (departament)
Lempira – departament w południowo-zachodnim Hondurasie. Zajmuje powierzchnię 4290 km². W 2001 roku departament zamieszkiwało ok. 250 tys. mieszkańców. Siedzibą administracyjną jest Gracias.
Składa się z 28 gmin:

- Belén
- Candelaria
- Cololaca
- Erandique
- Gracias
- Gualcince
- Guarita
- La Campa
- La Iguala
- Las Flores
- La Unión
- La Virtud
- Lepaera
- Mapulaca
- Piraera
- San Andrés
- San Francisco
- San Juan Guarita
- San Manuel Colohete
- San Marcos de Caiquín
- San Rafael
- San Sebastián
- Santa Cruz
- Talgua
- Tambla
- Tomalá
- Valladolid
- Virginia